# Johann Franz Merck
Johann Franz Anton Merck (* 5. November 1687; † 18. März 1741 in Darmstadt) war ein deutscher Apotheker.

## Leben

### Herkunft und Familie
Johann Franz Merck wurde als Sohn des Apothekers Georg Friedrich Merck (1647–1715) und dessen Ehefrau Anna Elisabeth Storck (1661–1736) geboren.
Am 26. November 1716 heiratete er Elisabeth Catharina Münch (1689–1737, Tochter des Hofstallmeisters Johann Friedrich Münch und der Anna Barbara Günzler).
Aus der Ehe gingen die Kinder Elisabeth Barbara (1722–1759, ⚭ 20. Juli 1741 Friedrich Daniel Müller (geb. 1716)),
Anna Elisabetha (1726–1751, ⚭ 10. November 1741 Johann Philipp Wissmann (1715–1751)),
Johann Justus (1727–1758),
Anna Maria (1729–1759, ⚭ 10. November 1745 Wilhelm Christian Hoffmann (1720–1786, Regierungsrat)),
Anna Katharina (1731–1798, ⚭ 17. Juli 1749 Conrad Friedrich Hesse (1724–1787)) hervor.
Am 16. Oktober 1738 heiratete er nach Elisabeths Tod die Witwe Elisabeth Catharina Keyser (1706–1786).
Diese Ehe brachte den Sohn Johann Heinrich (1741–1791, Naturforscher, ⚭ 7. Juni 1766 Louise Françoise Rose Charbonnier (1743–1810)) hervor.

### Wirken
Johann Franz wurde von dem Apotheker Caspari in Trarbach ausgebildet und übernahm nach dem Tod seines Vaters die elterliche Engel-Apotheke in Darmstadt. Aus dem Jahr 1720 wird berichtet, dass er entgegen den Bestimmungen der Medicinal-Ordnung einem alten einfältigen Mann ohne eigenes Attest Gift gegeben hat und dessen Frau sich damit das Leben nahm. Johann Franz wurde zu einer Geldstrafe verurteilt, doch haben spätere Untersuchungen ergeben, dass die Frau schwer krank und „höchst melancholisch“ war. Unter diesen besonderen Umständen wurde die Schuldfrage – auch von der Kirche – versöhnlich betrachtet und die Strafe erlassen.
Sein berufliches Schaffen erfuhr eine besondere Würdigung. Sein Grabstein trägt die Inschrift „De arte pharmaceutica bene merentissimus“, übersetzt „um die pharmazeutische Kunst überaus verdient“.